# Huzihiro Araki
Huzihiro Araki (Tokyo, 28 luglio 1932 – 16 dicembre 2022) è stato un fisico e matematico giapponese che si è occupato delle fondazioni matematiche della teoria quantistica dei campi, della meccanica statistica quantistica e della teoria delle algebre di operatori.

## Biografia
Huzihiro Araki è il figlio del professore di fisica dell'Università di Kyōto Gentarō Araki, con il quale ha studiato e pubblicato il suo primo articolo di fisica nel 1954. Ha ottenuto il suo diploma sotto la supervisione del fisico giapponese Hideki Yukawa e nel 1960 si è dottorato all'Università di Princeton sotto la supervisione di Rudolf Haag e Arthur Wightman. Dal 1966 è stato professore all'istituto di Ricerca delle Scienze Matematiche dell'Università di Kyoto, istituto che ha diretto dal 1993 al 1996.
Araki ha lavorato sulla assiomatizzazione della teoria quantistica e della meccanica statistica e in particolare sulle applicazioni delle algebre di operatori. All'inizio degli anni 60 a Princeton ha dato contribuiti importanti alla fisica quantistica locale e alle teorie di diffusione di Haag e David Ruelle. Nella teoria delle algebre di operatori, è stato determinante grazie alla classificazione dei fattori di tipo III delle algebre di von Neumann. Araki ha inoltre dato origine al concetto di entropia relativa degli stati delle algebre di von Neumann.
Negli anni 70 ha mostrato l'equivalenza in termodinamica quantistica tra la condizione KMS per la caratterizzazione degli stati della meccanica quantistica in equilibrio termodinamico e il principio variazionale per sistemi di spin quantistici su reticoli. Con Mutsuo M. Yanase ha lavorato sui fondamenti della meccanica quantistica e ha formulato il teorema di Wigner-Araki-Yanase, che descrive le restrizioni che le leggi di conservazione impongono al processo di misura fisica. Più precisamente hanno dimostrato che la misurazione esatta di un operatore è impossibile. Tuttavia, Yanase ha dimostrato che l'incertezza della misurazione può essere resa arbitrariamente piccola, a condizione che lo strumento di misura sia sufficientemente grande.

## Premi e onorificenze
Huzihiro Araki è stato invitato a tenere una conferenza al Congresso internazionale dei matematici a Nizza nel 1970 e a Helsinki nel 1978. È stato il secondo presidente dell'International Association of Mathematical Physics, durante il periodo 1979-1981. Nel 2003, con Oded Schramm e Elliott Lieb, ha ricevuto il premio Henri Poincaré. Nel 1990 è stato il direttore dell'organizzazione del Congresso internazionale dei matematici a Kyoto. È stato editore della rivista di fisica matematica Communications in Mathematical Physics e fondatore della rivista scientifica Reviews in Mathematical Physics. Dal 2012 è membro della Società Matematica Americana.

## Pubblicazioni selezionate
- (EN) Huzihiro Araki, Mathematical theory of quantum fields, vol. 101, Oxford University Press on Demand, 1999, ISBN 978-0199566402.
- (EN) Huzihiro Araki e Elliott H. Lieb, Entropy inequalities, in Communications in Mathematical Physics, vol. 18, 1970,  pp. 160-170, DOI:10.1007/BF01646092.
- (EN) Huzihiro Araki e E. J. Woods, Representations of the canonical commutation relations describing a nonrelativistic infinite free Bose gas, in Journal of Mathematical Physics, vol. 4, n. 5, 1963,  pp. 637-662.
- (EN) Huzihiro Araki e E. J. Woods, A classification of factors, in Publications of the Research Institute for Mathematical Sciences, Kyoto University. Ser. A, vol. 4, n. 1, 1968,  pp. 51-130.
- (EN) Huzihiro Araki, Relative Entropy of States of Von Neumann Algebras, in Publications of the Research Institute for Mathematical Sciences, 1976,  pp. 809-833.
- (EN) Huzihiro Araki e Mutsuo M. Yanase, Measurement of Quantum Mechanical Operators, in Physical Review, vol. 120, 1960,  pp. 622-626, DOI:10.1103/PhysRev.120.622.
- (EN) Huzihiro Araki, Klaus Hepp e David Ruelle, On the asymptotic behaviour of Wightman functions in space-like directions, in Helvetica Physica Acta, vol. 35, n. 3, 1962,  pp. 164-174, DOI:10.5169/seals-113273.
- (EN) Huzihiro Araki, On the equivalence of the KMS condition and the variational principle for quantum lattice systems, in Communications in Mathematical Physics, vol. 38, 1974,  pp. 1-10, DOI:10.1007/BF01651545.